# 保安隊 (北朝鮮)
保安隊（ほあんたい）とは、連合軍軍政期の北朝鮮地区の警察組織。朝鮮民主主義人民共和国社会安全部の前身である。

## 概要
1945年10月12日、ソ連軍占領当局は、1945年8月15日以後に雨後の筍の如く誕生していた私兵集団を解散させ、改めて治安維持を任務とする「保安隊」の創設を指令した。これが後に北朝鮮の警察の礎となった。
そして11月に保安隊本部を鎮南浦に置いた。各道には「道保安隊」を設置し、旧道警察部の業務を完全に継承した。
初代保安隊司令官として金日成が就任した。金日成は当時ソ連軍の一将校に過ぎず、警察部門のトップに就いたことは、その後の政権掌握について大きな意味を持つことになった。

## 関連事項
- 北朝鮮人民委員会